# Baboné
Baboné est un village Bamiléké du Cameroun situé dans le département du Haut-Nkam et la Région de l'Ouest, chef-lieu de groupement et chefferie de 2e degré de l'arrondissement de Bafang. il est dirigé par le jeune monarque S.M Tchualieu Tchualieu Moto Viany depuis Avril 2025, succédant à son père S.M Tchualieu Fansi Théodore.

## Géographie
La localité est située sur la route provinciale P15 à 5 km au sud du chef-lieu communal Bafang. ses altitudes varient entre 1000 et 1500 m. couplée au climat équatorial de type camerounéen.

## Population
Les recensements de 1957 et 1967 sont relevés par une thèse universitaire.
Lors du recensement de 2005, on y a dénombré 972 personnes.
| 1957  | 1967  | 1981  | 2005 | 2013  |
| ----- | ----- | ----- | ---- | ----- |
| 1 625 | 1 014 | 1 450 | 972  | 2 211 |

## Villages
Le groupement est constitué de 5 villages, chefferies de 3e degré :  Bakolou, Bamkoh, Djefam, Koum, Poango, Ndomga.

## Enseignement
Le groupement compte un établissement d'enseignement secondaire francophone. :
- Lycée technique de Baboné

et  des deux écoles publiques et une école maternelle publique